# Сухарев, Фёдор Дмитриевич
Фёдор Дмитриевич Сухарев (1769—1831) — генерал-майор русской императорской армии, герой Польской кампании 1794 года.

## Биография
Родился 10 (21) сентября 1768 года, сын офицера лейб-гвардии Преображенского полка; брат А. Д. Сухарева (1771—1853).
В военную службу был записан в Конную гвардию и 1 января 1788 года из вахмистров был произведён в корнеты.
Принимал участие в военных действиях против повстанцев Костюшко, состоял при князе Репнине. 16 сентября 1794 года за участие в сражении 31 июля 1794 года при овладении укреплениями и самым городом Вильно был произведён из секунд-ротмистров Конной гвардии в подполковники по армейской кавалерии с назначением в Елисаветградский легкоконный полк; 26 ноября 1795 года был награждён орденом Св. Георгия 4-й степени (№ 620 по кавалерскому списку Судравского и № 1190 по списку Григоровича — Степанова)
За отличную храбрость, оказанную 8 и 9 июля при Вильне, где, отражая неприятеля, прошел окопы и первый занял форштат в Заречье.
В 1797 году произведён в полковники и 6 июня 1798 года назначен командиром Елисаветградского гусарского полка, 27 апреля 1799 года был произведён в генерал-майоры и назначен шефом этого полка, находился на этой должности до 10 декабря 1800 года, когда по прошению был уволен в отставку. 30 ноября 1802 года назначен шефом Иркутского драгунского полка.
1 января 1806 года Сухарев по прошению был уволен в отставку с мундиром. Среди прочих наград имел ордена св. Владимира 4-й степени и св. Анны 3-й степени.
Скончался в Санкт-Петербурге 27 июня (9 июля) 1831 года, похоронен на Малоохтинском православном кладбище.
Е. А. Альбовский в своей «Истории Иркутского полка», касаясь шефства Сухарева, отмечал:

Мог ли он, не имевший ни малейшего понятия о кавалерийской службе, никогда не командовавший эскадроном, не бывший, наконец, вовсе на службе, а тершийся в штабе Репнина, где чем-то отличился, пробывший, наконец, два года в отставке, быть порядочным командиром кавалерийского полка! Хорошим человеком он мог быть и, кажется, был — хорошим и добрым, но службы не знал совсем и не умел держать в руках подчинённых. Офицеры во время его командования вели себя до крайности не хорошо, особенно старшие. За время его командования, кроме беспрерывных следствий и судных дел в полку ничего особенного не случилось. Сухарев шефствовал все-таки четыре года; ему надоели эти дрязги и бесконечные ссоры и он ушёл по собственному желанию в отставку. … Никаких выдающихся упущений по службе в полку за его время инспекторы не находили, хозяйство было в порядке, при сдаче никаких недочётов не оказалось. Но полк был распущен и в строевом отношении слаб.